# Farida Abaroge
Farida Abaroge (* 1994 in Jimma) ist eine äthiopische Leichtathletin, die sich auf den Mittelstreckenlauf spezialisiert hat und für das Refugee Olympic Team an den Start geht.

## Sportliche Laufbahn
Farida Abaroge floh 2016 über den Sudan, Ägypten und Libyen nach Frankreich, wo sie einen Asylstatus erhielt. Erste internationale Erfahrungen sammelte sie bei den Crosslauf-Weltmeisterschaften 2024 in Belgrad, bei denen sie nach 36:33 min auf den 62. Platz im Einzelrennen gelangte. Dank einer Wildcard nahm sie im August im 1500-Meter-Lauf an den Olympischen Sommerspielen in Paris teil und schied dort mit 4:30,53 min in der Hoffnungsrunde aus. Zudem war sie Fahnenträgerin des Athlete Refugee Team während der Abschlussveranstaltung der Spiele. Im Dezember landete sie bei den Crosslauf-Europameisterschaften in Antalya nach 28:16 min auf dem 64. Platz im Einzelrennen.

## Persönliche Bestzeiten
- 1500 Meter: 4:27,47 min, 8. Juli 2023 in Décines-Charpieu